# Geneva (tipografia)
Geneva é uma fonte tipográfica sem serifa projetada por Susan Kare para a Apple Computer. Ela é uma das fontes mais velhas fornecidas com o Mac OS. A versão original era uma fonte de bitmap, mas versões posteriores eram convertidas para TrueType quando essa tecnologia se tornou disponível na plataforma Macintosh. Como esta fonte para Macintosh não está geralmente disponível para outras plataformas, muitos encontram Verdana ou Arial para ser uma substituta aceitável.
Geneva era originalmente uma versão redesenhada da famosa tipografia Helvetica, da Linotype; a versão TrueType da fonte é um pouco diferente.

## Exemplo de Geneva
O parágrafo seguinte está escrito em Geneva, caso esteja instalada no seu computador, senão é utilizada o tipo de letra monospace.

Design é um termo da língua inglesa que se refere a um determinado esforço criativo, seja bidimensional ou tridimensional, segundo o qual se projetam objetos ou meios de comunicação diversos para o uso humano. A tradução em português é portanto "projeto" e não "desenho", da qual é um falso cognato. Por este fato, ela é às vezes erroneamente traduzida como "desenho", mas não se refere diretamente ao ato de desenhar. Devido à influência da literatura inglesa e à baixa qualidade de algumas traduções, é comum encontrar nos países de língua portuguesa a palavra original, de forma que o profissional que trabalha na área de design (i.e. o projetista) é comumente chamado de designer.

ABCDEFGHIJKLMNOPQRSTUVWXYZ

abcdefghijklmnopqrstuvwxyz

1234567890

Exemplos de caracteres

IPA: /ɪgˈzɑːmpəl əv aɪpiːˈeɪ tɹɑːnˈskɹɪpʃən/.

Caracteres árabes: العربية.

Caracteres hebraicos: עברית.

Caracteres cirílicos: Кирилица.

Caracteres gregos: Ελληνικά.